# Нідербюрен
Нідербюрен (нім. Niederbüren) — громада  в Швейцарії в кантоні Санкт-Галлен, виборчий округ Віль.

## Географія
Громада розташована на відстані близько 145 км на північний схід від Берна, 14 км на захід від Санкт-Галлена.
Нідербюрен має площу 15,8 км², з яких на 10,1% дозволяється будівництво (житлове та будівництво доріг), 64,9% використовуються в сільськогосподарських цілях, 23,2% зайнято лісами, 1,8% не є продуктивними (річки, льодовики або гори).

## Демографія
2019 року в громаді мешкало 1505 осіб (+5,9% порівняно з 2010 роком), іноземців було 9%. Густота населення становила 95 осіб/км².
За віковим діапазоном населення розподілялося таким чином: 24,9% — особи молодші 20 років, 61,8% — особи у віці 20—64 років, 13,4% — особи у віці 65 років та старші. Було 556 помешкань (у середньому 2,7 особи в помешканні).
Із загальної кількості 660 працюючих 211 був зайнятий в первинному секторі, 266 — в обробній промисловості, 183 — в галузі послуг.